# DC Thomson
D. C. Thomson & Co. Ltd és una companyia editorial establerta a Dundee, Escòcia, coneguda sobre tot per produir: The Dundee Courier, The Evening Telegraph, The Sunday Post, Oor Wullie, The Broons, The Beano, The Dandy i els còmics de Commando. També posseeix Friends Reunited, Parragon, i l'Aberdeen Journals Group que pública Press and Journal, el Evening Express, el Aberdeen Citizen i l'edició per al nord d'Escocia de ScotAds. Històricament va ser una antiga accionista de la companyia de ITV Southern Television.

## Trajectòria
La companyia va començar com una divisió del negoci de la família quan William Thomson es va convertir en l'únic propietari de Charles Alexander & Co., editors del Dundee Courier and Daily Argus. El 1884, David Coupar Thomson es va fer càrrec del negoci editorial, i va establir DC Thomson el 1905. L'empresa va florir, i va prendre el seu lloc com la tercera J de les "Tres Js", el resum tradicional de la indústria de Dundee. Thomson es va caracteritzar pel seu conservadorisme, oposant-se vigorosament a la introducció dels sindicats a la seva plantilla, i per rebutjar l'ocupació de catòlics.
Tot i que les principals oficines es localitzen actualment a Kingsway, fora del centre de la ciutat de Dundee, l'Edifici Courier a Meadowside s'ha mantingut com a seu central de la companyia. Aquest edifici del 1902 va ser dissenyat per assemblar-se a un bloc d'oficines d'acer reformat i pedra vermella nord-americana. Quan el 1960 s'hi va afegir una torre, l'arquitecte T Lindsay Grey va respectar aquest estil.
El juny de 2010, 350 llocs de treball es van tornar innecessaris a causa del tancament de West Ward Printworks in Dundee, juntament amb una secció de Kingsway Print Plant. El març de 2011, l'empresa tenia prop de 1.700 traballadors.
L'empresa produeix anualment més de 200 milions de còmics, revistes i diaris des de les seves oficines a Dundee, Glasgow, Manchester i Londres.

## Publicacions
Dc Thomson ha publicat els següent títols:
- Sunday Post
- The Courier
- The Evening Telegraph
- My Weekly
- The Scots Magazine
- The Beano
- The Dandy
- Commando
- Jackie
- Shout
- Animals and You